# 앉기
앉기는 사람의 몸을 볼기와 넓적다리로 지탱하는 자세다.

## 의학
좌식 문화권에 사는 인구는 나이를 먹을 수록 다리가 더 휘어진다.

## 같이 보기
- 달인좌